# Горлова, Людмила Александровна
Людмила Александровна Горлова (11 июня 1968, Москва) — современная российская художница,  член Московского Союза Художников, член правления Гильдии Художественного Проектирования.
Используемая техника в работах: фотография,  видео-арт, живопись,  коллаж, перформанс

## Биография
Людмила Горлова родилась в 1968 году в Москве.
Окончила Московское Художественное Училище  Памяти 1905 года в 1988 году.
С 1997 года Людмила является членом Московского Союза Художников, Гильдия Художественного Проектирования.
В 1999 году получила Премию Guareno 99,  Fond Patricee Sandretto Rebaudengo, Ilaly.
С 1988 года Людмила Горлова участвовала во множестве групповых выставках.

Персональные выставки Людмилы проходят с 1994 года.
В 1994 году Людмила Горлова нарисовала несколько картин, тщательно обернула их в предварительно продезинфицированную плёнку. И показала их новорождённым детям в одном московском роддоме. - Андрей Ковалёв
2015 — 2017  преподаватель студии академического рисунка. Яндекс.
2015 — 2017 Преподаватель визуализации в Британской высшей школе дизайна.
В 2016 году Людмила Горлова стала одним из победителей конкурса «Фабричные мастерские. Сессия III» в номинации «Выставка на Фабрике», организованного ЦТИ «Фабрика в сотрудничестве с Е.К.Артбюро.
Активно преподаёт. Академические программы ДХШ. Рисунок, живопись, композиция.
Разработала авторские программы «Мастерская художника», «Кухня художника — академический алфавит и изобразительное высказывание»
Живёт и работает в Москве.

## Работы находятся в собраниях
- Московский музей современного искусства: работа «Happy End» 2000[6]
- МАММ,
- ГЦСИ,
- САМК. Япония. Кумамото,
- Коллекция галереи Марата Гельмана,
- Коллекция Пьера Броше,
- Коллекция Александра Резникова

## Персональные выставки
2017 «Владимирка-2 или Шкаф отца» ЦТИ Фабрика, Москва
2006  "Скрытая угроза", XL Галерея, Москва
2005  "Дракула Людмилы Горловой", XL Галерея, Москва
2002  "Здесь с любовью не шутят, или Как выйти из кризиса", XL Галерея, Москва
2001 "Happy End". XL Галерея, Москва
2001 "Happy End". XL Галерея, ГЦСИ, Н.Новгород
1998  "Тихий Дон - 2". XL Галерея, Москва
1997  "Как я люблю... ". XL Галерея, Москва
1995  "My Camp". XL Галерея, Москва
1994  "Счастливое детство". XL Галерея, Москва
1994  "Счастливое детство". XL Галерея. Роддом № 67, Москва

## Биеннале и ключевые выставки
1988
XVIII молодёжная выставка. Манеж, Москва
Всесоюзная молодёжная выставка. Манеж, Москва
1989
XIX молодёжная выставка. Манеж, Москва
1990
"Молодость России". Центральный дом художника, Москва
"Вне жанра". Дворец молодёжи, Москва
1994
"Наглые, бесчувственные...". Галерея "Риджина", Москва
"Художники против СПИДа". Выставка-аукцион. Клуб "Маяковский", Москва
1995
"Мороженое - Искусство". (выставка-акция). Московский хладокомбинат "Айс-Фили", Москва
"Русская красавица". ЦСИ, Москва
"Партия под ключ". Галерея М. Гельмана. Политехнический музей, Москва
"Kyiv Art Meeting". XL Галерея. Центр "Украинский Дом", Киев, Украина
1996
"Антифашизм – анти-антифашизм". ЦСИ, Москва
"Нефеминистические феминистки". ЦСИ, Москва
"4-я биеннале". Санкт-Петербург
1997
"История в лицах" (из коллекции современного искусства Музея-заповедника "Царицыно). Екатеринбург, Самара, Пермь, Новосибирск (каталог)
Международная художественная ярмарка АРТ-МОСКВА. ЦДХ, Москва
"It`s a better world". Музей "Сецессион", Вена, Австрия; Art Forum Gallery, Мерано, Италия (каталог)
"В Урюпинск с любовью". Урюпинский краеведческий музей
"Своё кино" (совместно с П. Павловым). Айдан Галерея, Москва
"Пространство ликования" (совместно с А.Альчук). г.Швуле, Германия
Третья биеннале современного искусства. Цетине, Монтенегро
1998
"Position-Opposition". Riga, Latvia
1999
"After the wall". Moderna Museet. Stockholm
Guarrene Arte`99. Guarrene, Italy (первая премия)
2000
"After the Wall". Hamburger bahnhoff, Berlin
"Искусство против географии". Галерея Гельмана, Мраморный дворец, Русский музей, С-Петербург
2001
Russian Madness. Bienal de Valencia. Валенсия
Dream Team. XL галерея, Москва
The City. Gallery Wang, Осло
2002
Attitudes. Contemporary Art Museum Kumamoto, Япония
Rosas XX. Palais des Beaux-Arts. Брюссель
Yesterday Was Dramatic... but Today is Ok!. Marella Arte Contemporanea, Милан
Российская экспозиция на Европейской биеннале современного искусства MANIFRSTA 4. Куратор: Иосиф Бакштейн. Художники: Антон Литвин, Людмила Горлова, группа «Радек». Франкфурт-на-Майне, Германия.
Femme Art. ГТГ, Москва
Давай-давай! Postfurampt, Берлин; MAK, Вена
2003
Horizons of Reality. MUHKA museum, Антверпен
Liebe im Ausland. Metropolis Kino, Гамбург
XL Style. XL Галерея, Москва
2004
I Don’t Know What to do with Myself. Marella Arte Contemporanea. Милан
Gwangju Biennale. Корея
Non Toccare La Donna Bianca. Fondazione Sandretto Re Rebaudengo.Турин, Италия
The Post Communist Condition. KunstWerke, Берлин
Oopsa! Contemporary Russian art. National Museum of Contemporary Art, Осло
Русский поп-арт. ГТГ, Москва
2005
№ 8,5. Галерея WAM. Москва
Дракула. 2005 видеофильм-сказка. 20 мин. XL-Галерея. 1-я Московская биеннале. Москва, Россия
2006
Да будет видео. ЦДХ. Москва
The Origin Spacies. Museum of Modern Art. Toyota. Hiroshima Sity of Contemporary art. Япония
2007
Дубль\Ремейк. ГЦСИ. Москва
История Российского Видеоарта – Том 1. ММСИ. Москва
2008
Выставка видеоработ  "I love you Vienna/Stars of Russian video art" пассажирский терминал аэропорта Вены, Австрия
2009
Get Connected. Кюнстлерхаус. Вена
История российского видеоарта. Том 2, Москва
А как же любовь? Норильск Пятый фестиваль современного искусства «ТАЙМЫРСКИЙ КАКТУС»
Russia is still dangerous, Russia is still loveable. VIS. Vienna. Austria.
2013
"Реконструкция", фонд культуры "Екатерина", Москва
«Трудности перевода»  в рамках параллельной программы 55-й Венецианской Биеннале — La Biennale di Venezia, Венеция, Италия
2015
"Некоторые места остались ещё невразумительными… "  в рамках специальной программы Шестой Московской Биеннале современного искусства.Центр Творческих Индустрий Фабрика, Москва
2018
«Бергман. Метаморфозы», галерея Солянка, Москва
«Соседи» галерея «Нагорная» в рамках Параллельной программы  6-й Московской международной биеннале молодого искусства
.
АКЦИИ И ПЕРФОРМАНСЫ
1994 "Аллея свободы". Набережная Центральный дом художника, Москва
"Измерение температуры (культурного) тела социума". Бассейн "Москва", Москва
"Свобода выбора". Патриаршие пруды, Москва
1995 "Чемоданы". Казанский вокзал, Москва
"Художники против секса". Ночной клуб "Манхэттен-Экспресс", Москва

### Кураторские проекты
- 2018 Студия Людмилы Горловой. Встречи на нейтральной полосе или Аварийное включение. В рамках программы «Фабричные мастерские. Сессия V». ЦТИ Фабрика, Москва[29][30]

## Оценка творчества
«Русская художница сконцентрировалась именно на этой вечной и неразрешимой проблеме, в которой и заключена телеология рода человеческого »
Вот вам разница сюжета и фабулы. Сюжет в отличие от фабулы имеется. Полуфабрикат коллизий и ситуаций, персонажей и интересов – герой-любовник-супермен, вооружённые киберб...ди, какой-то бриллиант, какая-то стрельба, чья-то кровь, чья-то страсть: можно и даже нетрудно представить, что это всё одна история. Про страсть и кровь; со стрельбой и бриллиантами; со скрытой, но всегда ясной угрозой: каждый кадр этого предположительно комикса есть и сюжет, и кульминация сразу; в каждом кадре обрывается едва намеченное тут же событие. Вместо реплик в пузырях – образы желания или действия, сразу дико конкретно: только персонаж нарисовывается (и пропадает), про него немедленно всё становится ясно. Чего он хочет и всё такое. В каждом видна, не побоимся этого слова, сверхзадача; кроме сверхзадачи ничего больше, собственно, не видно; отношения персонажей понятные, по сути, – "этот гад и эта сука" – не приводятся к форме "тот-то сделал той-тo то-то, из-за чего потом она повесилась или утопилась". Понятно, что кто-то что-то кому-то зачем-то сделал, иначе не мог. А впрочем, вполне себе чтение. Что-то между инструкцией к недетскому конструктору и Павичем (когда б только у Павича фигурировали киберб...ди и другой интел-инсайд). Не первый опыт визуальных превращений литературы у Горловой. В последний раз она прекрасно приспосабливала к формату комикса женский любовный роман: тупая скука душевных метаний туда-сюда приобретала известный юмор в комиксном упрощении и гротеске – "низводился", как это называл Карлсон, целый жанр. Однако литература, что предлагает Горлова теперь, не принадлежит какому-то жанру определённо – только в общем: ну детектив или что-то вроде того; вечные желания и вечные намерения, которые не очень понятно зачем разменивать в простоте. Кроме предсказуемого месседжа – с первой картинки, с первого пузыря, – но что это за месседж? - Константин Агунович
Акция в роддоме вполне могла бы вписаться в сложившуюся за последние годы традицию провокационных вылазок художников в места, менее всего предназначенные для искусства: тюрьмы, бани, метро, если бы в ней присутствовала хоть капля иронии и игры, бывших первостепенными компонентами предыдущих опытов этого рода.

Оценка живописного качества выставленных полотен представляется совершенно неуместной. Для Людмилы Горловой тема заведомо важнее эстетики. Её живопись - это, скорее, наглядная агитация, сугубый реализм которой прямо обращён к юной аудитории. А критический пафос сюжетов напоминает о других, давних, детских комплексах российского искусства - Милена Орлова "Негде спрятаться от современного искусства" Коммерсантъ DAILY, 1994, 4 ноября
Обращение к выразительным средствам живописи – новая страница в творчестве Горловой, до этого создававшей эффектные видеоработы и неординарные циклы фотокомиксов . Главная тема проекта Горловой – «отсутствующее, но подразумеваемое» - критик Дмитрий Барабанов

Художница, прославившаяся необычными фотоисториями, на этот раз изображает в своём произведении современных "Фрейдов" и их истории, в которых они заново открывают для себя психиатрию и психоанализ. Самый известный фотогроман Людмилы Горловой был представлен в галерее XL в 1997 году, он назывался "Как я люблю" и рассказывал о жизни женщин, на которых хлынул поток рекламных образов, которым они отчаянно пытались соответствовать.
Агрессия актуального искусства в святая святых вполне может шокировать, но для консервативных дискурсов ещё более неприемлем пафос непосредственности и прагматизма высказывания. Цель акции - социальная терапия. В авторском комментарии к проекту "Счастливое детство" вполне отчётливо, на языке манифеста, произнесено: о травме рождения; о шоке первого столкновения с социальностью, застревающем в подсознании; о заторможенной социализации; о мифичности фраз о счастливом детстве; о консервативной репрессивной идеологии власти как подчинения, и т.д. Ещё более показательно авторское определение: "Цель проекта - побудить общество к пересмотру ценностей и пересмотру отношения к человеку". Жизнь и поэзия - одно. Символический психоаналитический сеанс предполагает изживание младенческой фрустрации через лицезрение живописных дескрипций запретного. - Ф.Ромер "Рождение гражданина". Независимая газета, 1994, 11 ноября